# یوهان فردریک کجلن

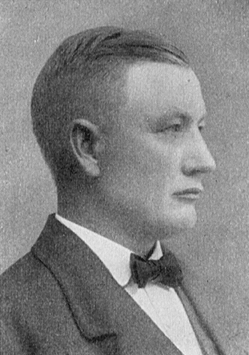
یوهان فردریک کجلن، سیاست‌مدار اهل سوئد

یوهان فردریک کجلن (سوئدی: Johan Fredrik Kjellén؛ ۲۳ مه ۱۸۸۱ – ۵ فوریهٔ ۱۹۵۹) سیاستمدار سوئدی بود. او عضو حزب مرکزی سوئد بود.